# Antoni Gąsiorowski (powstaniec styczniowy)
Antoni Gąsiorowski – weteran powstania styczniowego, spiritus movens sprawy Barbary Ubryk.
Karierę zawodową rozpoczął jako księgarz. Po wybuchu powstania styczniowego dołączył do oddziału Antoniego Jeziorańskiego. Następnie walczył w oddziale Dionizego Czachowskiego. Brał udział w bitwie pod Kobylanką. Po zakończeniu powstania prowadził biuro informacyjno-komisowe w Krakowie. W 1869 roku przyczynił się do uwolnienia zakonnicy Barbary Ubryk, przetrzymywanej bezprawnie w nieludzkich warunkach w celi klasztoru w Krakowie przez ponad 20 lat.  